# 온주량가인
《온주량가인》(温州两家人)는 2015년 방송되었던 중국의 드라마이다.

## 소개
- 온주 기업의 새로운 세대로의 성장을 그린 드라마

## 등장 인물
- 궈타오 - 허우싼소 역
- 위안융이 - 린지아라이 역
- 조원 (曹苑) - 허우샤판 역
- 임정위 (任程伟) - 황루이천 역
- 진려나 (陈丽娜) - 쑤뤄빙 역
- 금택호 (金泽灏) - 허우샤웨이 역
- 매튜 모이 - 롱유 역
- 류이쥔 - 쉬성티엔 역
- 홍수아 - 최효진 역